# Із літ моєї молодости
«Із літ моєї молодости» — збірка віршів українського письменника Івана Франка. Книжка вийшла під назвою «Із літ моєї молодости. Збірка поезій Івана Франка з п’ятиліття 1874 – 1878». (Львів, 1914).

## Характеристика збірки
До своїх ранніх поетичних спроб Франко ставився критично, між іншим тому, що вони у переважній більшості писані «язичієм». Під кінець свого творчого шляху Франко вирішив дати їм нову мовну редакцію. Так постала книжка «Із літ моєї молодості» (1914), куди ввійшли вірші, друковані у збірці «Балади і розкази» (1876), в періодичних виданнях («Друг», «Громадський друг»), а також твори, до того не публіковані.
|  | Випускаючи в світ новим, поправленим виданєм оті перші твори моєї Музи, що побачили світ 40 літ тому назад, я чиню се в тім переконаню, що вони не принесуть їй сорому і кинуть деяке світло на початки моєї поетичної дїяльности, про які тепер мало що відомо. Випускаю їх у світ у поправленій та язиково підчищеній формі, не зміняючи одначе їх змісту. |

## Зміст збірки
Переднє слово
1. Народна пісня, сонет
2. Моя пісня
3. Дві дороги, сонет
4. Наш образ, сонет
5. Могила
6. Від'їзд Гуцула
7. Наперед
8. Хрест[3]
9. Любов (Церковно-славянський орігінал сеї вірші)
10. Божеське в людськім дусі
11. Бунт Митуси (Історичний екскурс до сеї вірші)
12. Схід сонця[4]
13. Задунайська пісня
14. Поступовець
15. Лицар. (За Гайнем)
16. Данина (Літописне жерело сеї вірші)
17. Арфярка
18. Аскольд і Дір під Царгородом (Літописне жерело сеї вірші)
19. Шотландська пісня (Із Пушкіна)
20. Рибак серед моря
21. Князь Олег
22. Керманич
23. Нещастива (Із О. К. Толстого)
24. Святослав
25. Русалка (Із Пушкіна)
26. Пімста за вбитого (Арабська дума, із Гетого)
27. Хрест Чигиринський
28. Коляда (Руським господарям)
Наші чесноти
29. А. Дїяльність
30. Б. Патріотізм
31. В. Згідливість
32. Товаришам із тюрми
33. Думка в тюрмі
34. Невільники
35. Наука, сонет